# サリー・フォン・キューゲルゲン
サリー・フォン・キューゲルゲン（Sally  (Sarah Berta Jenny) von Kügelgen, 1860年3月2日 - 1928年10月16日）はエストニア生まれのバルト・ドイツ人の画家である。1890年からローマに住んだ。

## 経歴
現在のエストニアのタルトゥで生まれた。祖父のカール・フォン・キューゲルゲンはドイツ生まれの風景画家で、バルト・ドイツ人の貴族の女性と結婚してロシアで活動した人物である。父親のコンスタンティン・フォン・キューゲルゲン(Konstantin von Kügelgen:1810-1880) も風景画家である。父親の3番目の妻で、エストニアの名家、マイデル家(Maydell)の出身の女性が母親であった。異母兄にジャーナリストのパウル(Paul von Kügelgen:1843-1903)がいる。
父親から絵を学んだ後、タルトゥ出身の女性画家、ハーゲン＝シュヴァルツ(Julie Wilhelmine Hagen-Schwarz:1824-1902) に学んだ。その後、サンクトペテルブルクで人物画を得意とするイワン・クラムスコイに学び、サンクトペテルブルクの美術アカデミーの授業も受けることができた。
1890年からおもにローマで活動したが、特に夏にはしばしばタルトゥに戻るというかたちで活動した。肖像画や宗教を題材にした作品を描き、タリンの教会などの壁画も描いた。
ローマで死去した。生涯、未婚であった。ローマ、 テスタッチョの非カトリック教徒の外国人のための墓地に埋葬された。

## 作品

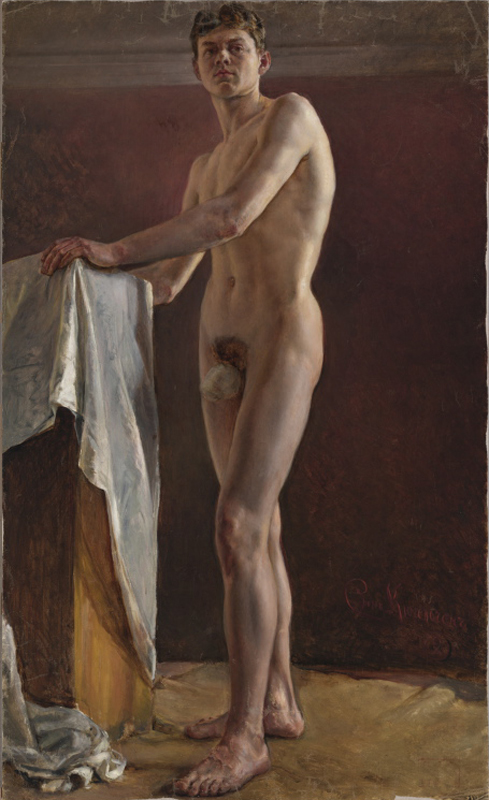
男性ヌード
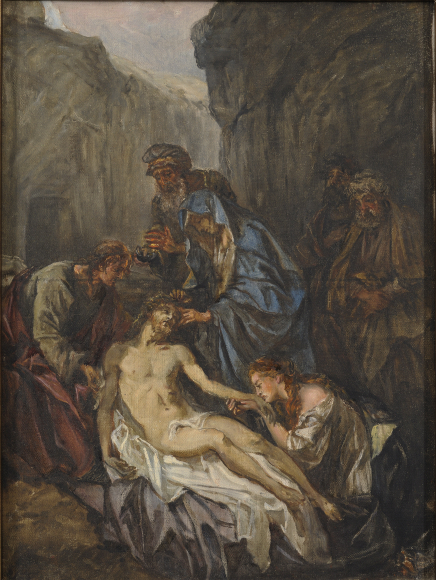
キリストの埋葬
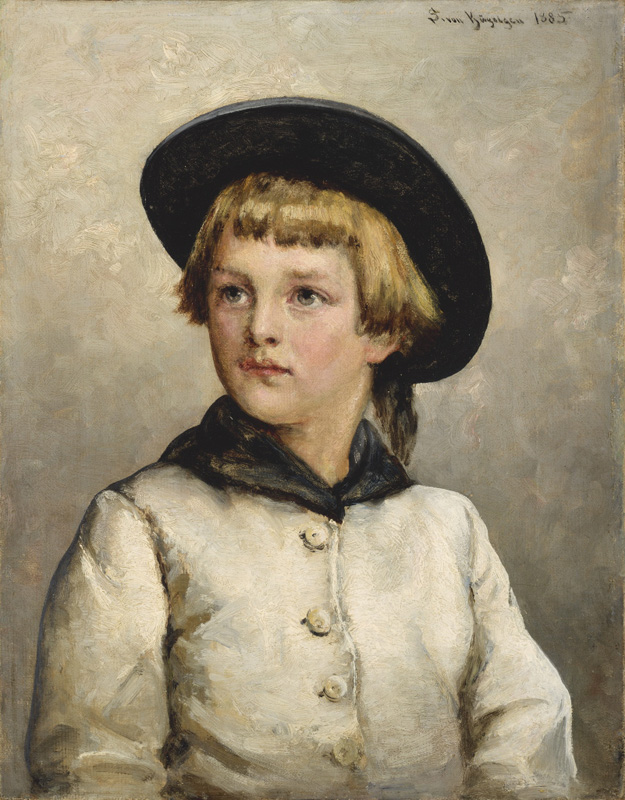
子供の肖像
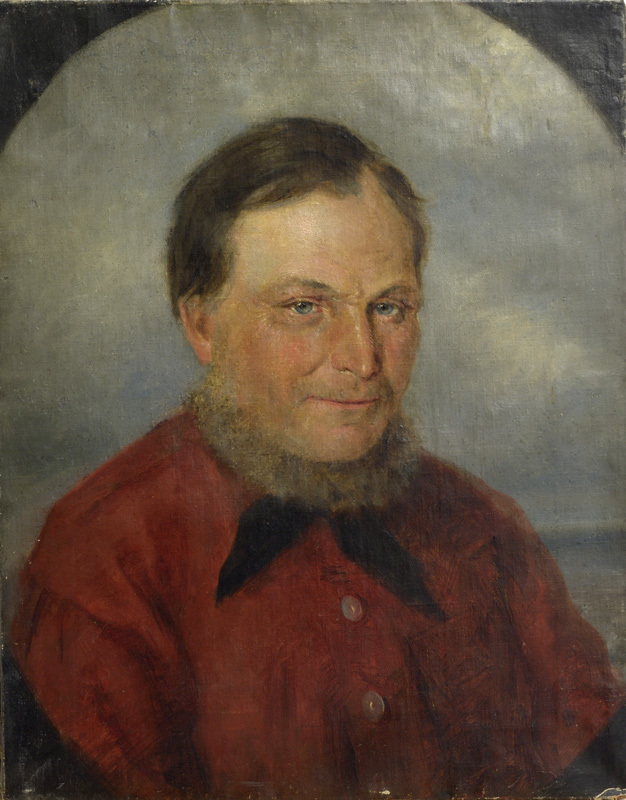